# La Sala (Sora)
La Sala és una masia de Sora (Osona) inclosa a l'Inventari del Patrimoni Arquitectònic de Catalunya.

## Descripció
Masia situada en una elevació esplanada. És un edifici de mitjanes dimensions amb teulada a dues vessants i orientada a l'est.
L'edifici original ha quedat relegat per la construcció davant la façana principal d'una galeria que també té funcions de cobert. Conserva però encara l'antic portal dovellat així com unes lloses davant d'aquesta entrada.
Els elements treballats amb pedra són pocs i predominen les llindes de fusta. Darrere la casa hi ha un forn. Altres edificis, alguns adossats a la casa (masoveria, cabana, corts) formen el conjunt d'aquesta masia.

## Història
Prop de la riera de Sora, a 700m d'alçada, aquesta masia havia estat antigament una casa noble, la família de la qual va comprar el castell i jurisdicció de Duocastella l'any 1338. Abans havien estat batlles pel monestir de Ripoll en terres de Sora.
Durant el segle xiv tenien també estades a Vic i Ripoll. Posseïa un molí (Molí de Sora) i les terres dels antics masos Serrat, Coll de Buget i el Solà de Casa Nova.